# Кир I
Кир I (стперс.  Куруш, грч. Κύρος, перс. کوروش) био је краљ Аншана од око 640. п. н. е. до своје смрти око 580. п. н. е. Његов отац Теисп освојио је Аншан и тиме поставио темеље Персијског царства. Наследио га је син Камбиз I.

## Порекло
Кир I припада династији Ахеменида и унук је оснивача те династије Ахемена. Његов отац је Теисп, који је пред своју смрт поделио краљевство за своја два сина, тако да Кир I добије Аншан, а његов брат Аријарамн постане краљ Персије (у то време само једна од многобројних провинција у Ирану, а не Ахеменидско Персијско царство чији је оснивач Киров унук Кир II Велики).

## Пре владавине
Подаци о Киру I пре његове владавине оскудни су као и уопште подаци о њему. Први пут се помиње у 652. п. н. е. када се вавилонски краљ Шамаш-шум-укин (владао 668. п. н. е. - 648. п. н. е.) побунио против свог брата асирског краља краљева Асурбанипала (владао 668. п. н. е. - 627. п. н. е.). Кир I помиње се као савезник Шамаш-шум-укина. Рат између браће завршио се поразом и самоубиством Шамаш-шум-укина.

## Владавина
Након што је Асурбанипал поразио Елам постао је владар над неколико еламских савезника, међу којима се спомиње и Курас. Његов старији син Аруку наводно је послат да плати данак асирском краљу. Курас је после тога нестао из историјских записа, али би његово поистовећивање са Киром I било прихватљиво.
Асурбанипал је умро 627. п. н. е.. Међутим, Кир I је највероватније наставио да плаћа данак наредним асирским краљевима, Асурбанипаловим синовима Ашур-етил-иланију (владао 627. п. н. е. - 623. п. н. е.) и Синшаришкуну (владао 623. п. н. е. - 612. п. н. е.). Обојица су били непријатељи медијског краља Кијаксара (владао 633. п. н. е. - 584. п. н. е.) и његовог савезника вавилонског краља Набополасара (владао 626. п. н. е. - 605. п. н. е.). Савезници су освојили асирски главни град Ниниву 612. п. н. е., иако су се остаци асирске војске још три године пружали отпор у граду Харану. То је значило крај Новоасирског царства.
Медија и Вавилон су поделили асирску територију чиме је Аншан припао Медији. Кир I је највероватније провео своје последње дане као вазал Кијаксара или његовог сина Астијага (владао 584. п. н. е. - 550. п. н. е.).

## Крај владавине
Кира I наследио је његов син Камбиз I. Киров унук је можда најпознатији персијски владар Кир Велики, оснивач Ахеменидског Персијског царства.